# Trillium smallii
Espèce
Classification APG II (2003)
Trillium smallii (Syn. Trillium smallii var. maximowiczii Myabe & Kudo, Trillium amabile Myabe & Tatewaki) est une plante herbacée, vivace et rhizomateuse de la famille des liliacées (classification classique) ou des mélanthiacées (classification APG II, 2003).

## Description
Cette plante très variable est une taxon allopolyploïde fertile issu d’un croisement entre Trillium apetalon et une autre espèce diploïde non identifiée. Elle fleurit au printemps dans les forêts de basse altitude. Les pétales étroits, souvent partiellement avortés, de 3,5 à 7,5 cm sont ordinairement pourprés. Les feuilles sessiles sont rhomboïdales à ovales. Le fruit est une baie ovoïde à stigmates persistants, de couleur verte ou pourpre (var. atropurpureum Samejima).

## Aire de répartition
Nord du Japon et Île Sakhaline.

## Divers
En japonais son nom est Kojima enrei-so.
Trillium smallii Maxim. s.l. comprend aussi le taxon Trillium apetalon Makino. Les auteurs japonais considèrent ce dernier comme une espèce à part entière.

## Sources
- Frederick W. Case, Jr. & Roberta B. Case, Trilliums, Timber Press, 1997  (ISBN 0-88192-374-5)